# Гончарова Наталія Миколаївна
Ната́лія Микола́ївна Гончаро́ва (у першому шлюбі Пу́шкіна, в другому Ланська́, рос. Наталья Николаевна Гончарова (Пушкина, Ланская), 27 серпня (8 вересня) 1812 — 26 листопада (8 грудня) 1863) — дружина Олександра Пушкіна, праправнучка Гетьмана України Петра Дорошенка.

## Ранні роки

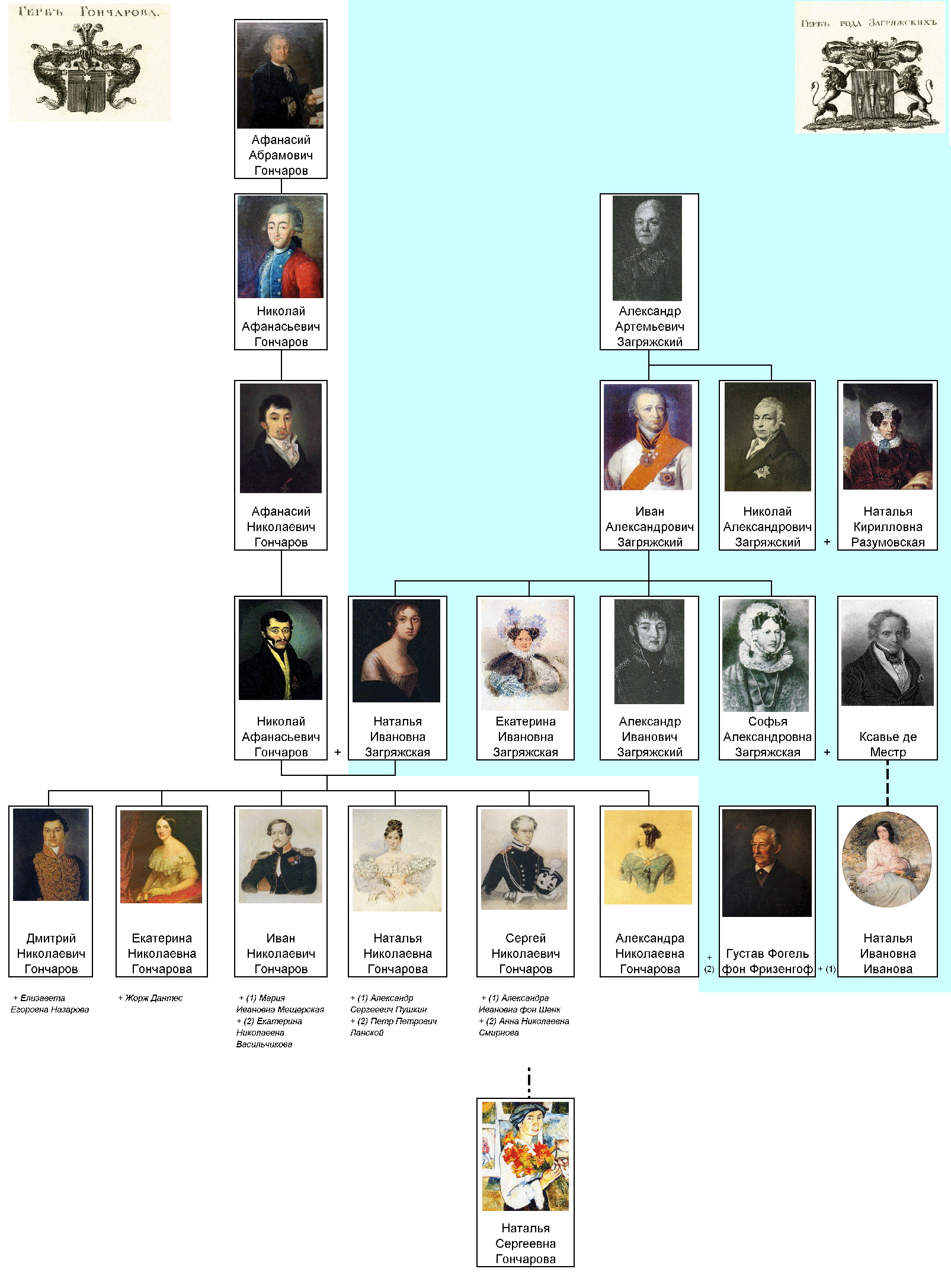
Родинне дерево Наталії Гончарової

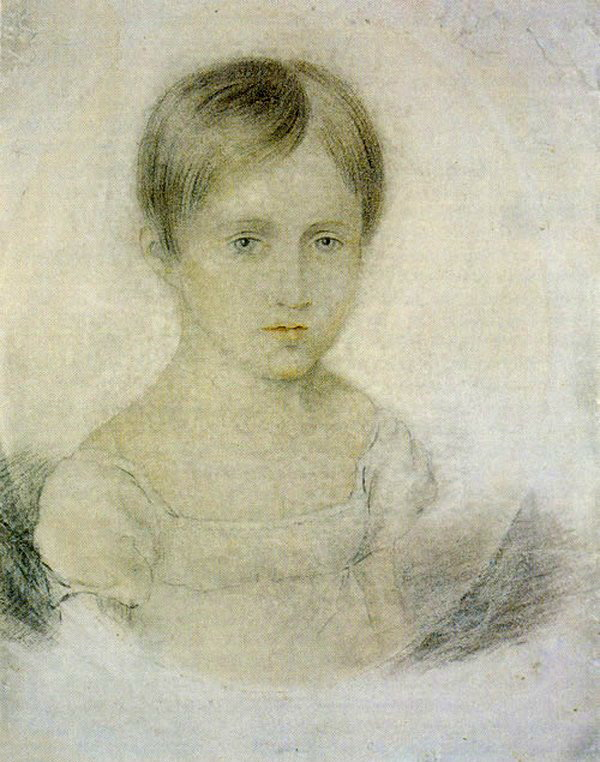
Наталія Гончарова на початку 1820-х років

Народилася 8 вересня (27 серпня за старим стилем) 1812 року у селі Каріан Тамбовської губернії. Там її сім'я проживала під час окупації Москви Наполеоном Бонапартом. Батько — Микола Афанасійович Гончаров — походив з родини купців та підприємців, яка отримала дворянський статус за часів правління Єлизавети Петрівни. Мати — Гончарова Наталія Іванівна — походила з родини Загряжських. Серед її предків — гетьман України Петро Дорошенко. Була п'ятою дитиною в сім'ї.
Дитинство та юність провела у Москві.

## Шлюб зПушкіним

### Знайомство та шлюб
У Москві у віці 16 років вона познайомилася з Олександром Пушкіним. Вона одружилась з ним 2 березня 1831 року, але лише після того, як отримала запевнення, що царська влада не переслідуватиме Пушкіна.
За шість років подружнього життя Гончарова народила чотирьох дітей: Марію (1832 р. н.), Олександра (1833 р. н.), Григорія (1835 р. н.) та Наталію (1836 р. н.). Оскільки Пушкін більшість часу проводив у Санкт-Петербурзі, між ним та Гончаровою існувала довга переписка. Збереглося 78 листів. Жоден з них не можна назвати романтичним, у листах присутні ноти суворості. Відомо, що Пушкін присвятив своїй дружині вірш «Мадонна» (написаний у 1830 році).

### Загибель Пушкіна в дуелі
У 1835 році Наталія Гончарова познайомилася з французьким емігрантом Жоржем Шарлем Дантесом. Приязні стосунки між ним та дружиною Пушкіна призвели до того, що почали з'являтися чутки про роман між ними. Це призвело до дуелі між Дантесом та Пушкіним, у якому Пушкін дістав вогнепальне поранення в живіт та згодом помер.

## Другий шлюб
Після смерті Пушкіна Наталія перебувала у приязних стосунках з імператором Миколою І. Ходили чутки про те, що Гончарова нібито стала коханкою імператора.
У 1843 році Наталія Гончарова познайомилася з Петром Ланським, що служив у тому ж полку російської армії, що і її брат. За царського благословення їхнє весілля відбулося у Стрєльні 16 липня 1844 року. За роки подружнього життя Наталія народила трьох дочок: Олександру (1845 р.н.), Єлизавету (1846 р.н.) і Софію (1848 р.н.).

## Смерть
Померла Наталія Гончарова 8 грудня 1863 року в Санкт-Петербурзі. Причиною смерті стало запалення легень. Поховали її на кладовищі Олександро-Невської лаври.